# Lurin (distrito)

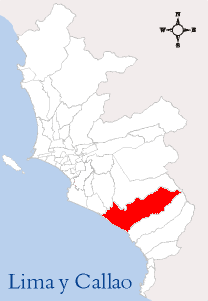
Localização do Distrito de Lurin na Província de Lima

O distrito de Lurin é um dos quarenta e três distritos que formam a Província de Lima, pertencente a Região Lima, na zona central do Peru.
O distrito é formado pelos seguintes bairros:
- Lurín, com 85 132 hab. (año 2015)
- Puente Lurín.
- Las Terrazas (zona Antiga - zona nova)
- San Sebastián de los Reyes
- Santo Domingo de Huarangal
- Las Moras
- Huarangal Bajo
- Los Jazmines
- Santa Lucía
- Km. 40 Nuevo Lurín
- Santa Genoveva
- Villa Alejandro
- Huertos de Lurín
- huertos de villena
- Los Claveles
- Lurín Pueblo
- Mi Casa
- Cacica
- Santa fe de rinconada
- Rinconda de puruguay
- Cerro colorado
- San antonio

Prefeito: Jorge Marticorena Cuba (2019-2022)

## Transporte
O distrito de Lurin é servido pela seguinte rodovia:
- PE-1S, que liga o distrito de Lima (Província de Lima à cidade de Tacna (Região de Tacna - Posto La Concordia (Fronteira Chile-Peru) - e a rodovia chilena Ruta CH-5 (Rodovia Pan-Americana)[1][2]